# La Vierge à l'Enfant entre sainte Catherine d'Alexandrie et une sainte

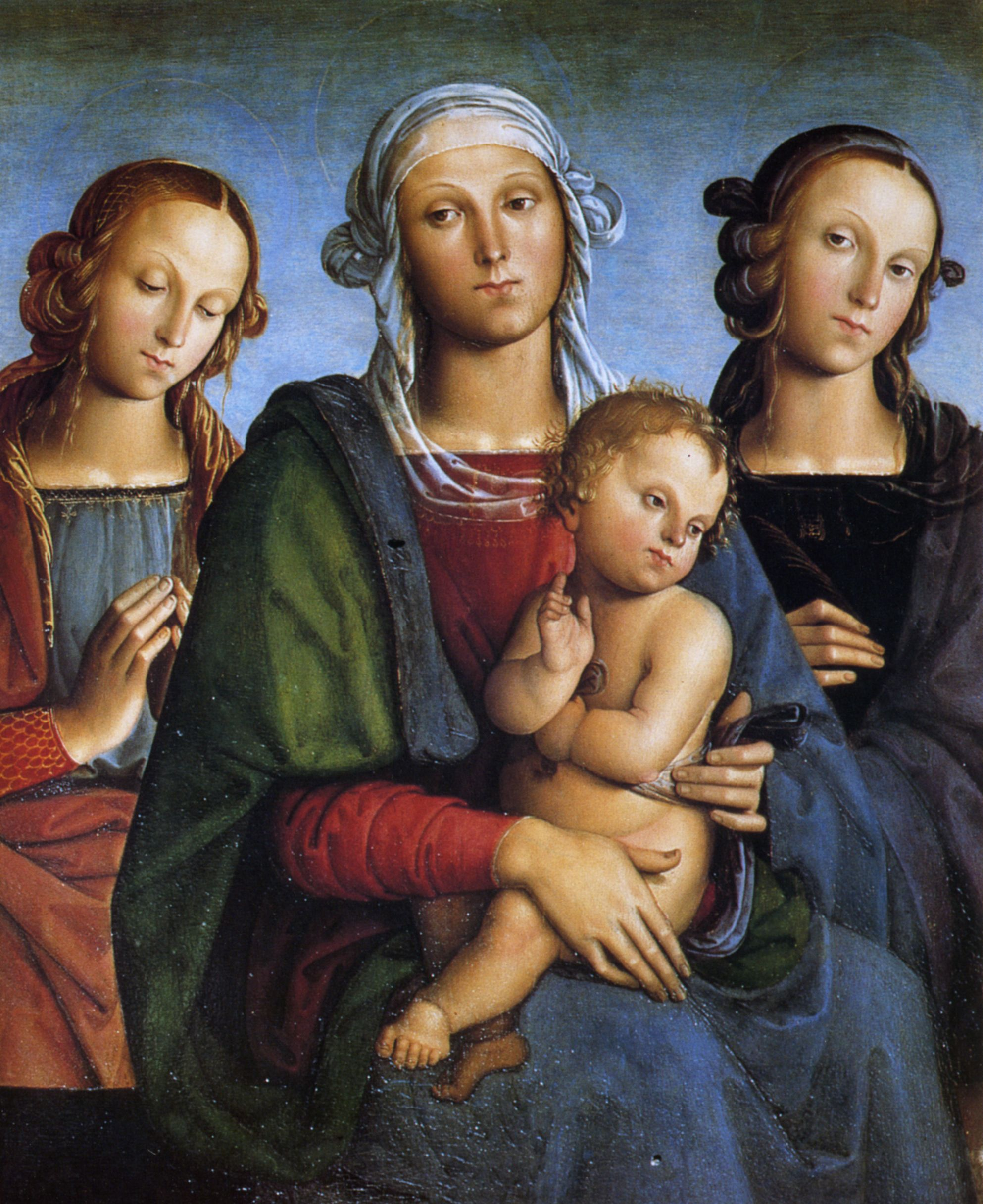
Copie conservée à la Galerie Palatine

La Vierge à l'Enfant entre sainte Catherine d'Alexandrie et une sainte (en italien : Madonna col Bambino tra santa Caterina d'Alessandria e una santa) est une peinture religieuse du Pérugin, datant de 1495 environ, conservée au Kunsthistorisches Museum à Vienne.

## Thème
L'œuvre illustre un thème de l'iconographie chrétienne, celui de la Vierge à l'Enfant entourée de saints, ici Catherine d'Alexandrie et une autre sainte.

## Description
La scène est construite selon un schéma simple et harmonieux en vertu des règles de la symétrie, avec des correspondances rythmiques suggérées par l'inclinaison des têtes.
L'œuvre est issue d'un carton utilisé pour la réalisation de diverses vierges comme celle du Louvre avec peu de variantes et celle du Städel (Francfort-sur-le-Main), orientée différemment.
Il en existe une copie, avec des différences minimes, retenue par certains historiens d'art comme une « production d'atelier », par d'autres du Pérugin, même pour celle de la Galerie Palatine de Florence.
Devant le parapet sur lequel elle est assise, absorbée dans ses pensées, la Vierge tient l'Enfant-Jésus dans ses bras en position bénissante et au regard dirigé vers la droite par une torsion du cou évitant celui du spectateur. Le regard mélancolique de Marie est dirigé vers le spectateur comme celui de sainte Catherine qui, plus en arrière à droite du tableau, tient la palme du martyre (signe de victoire).
À gauche, une sainte non identifiée, peut-être sainte Rose ou Marie-Madeleine, également en arrière du parapet, prie, les mains jointes et le regard baissé.
Les visages de sainte Catherine et de la sainte non identifiée sont morphologiquement semblables à celui de la Vierge, à quelques détails de la coiffure près.
La Vierge, l'Enfant ainsi que les saintes, portent une fine auréole dorée.

## Analyse
La scène est inscrite selon un schéma calme et plaisant, ordonné selon les règles de la symétrie avec des correspondances rythmiques confortées par les inclinaisons des têtes.
Le visage de la Vierge est typique de la production mure de l'artiste : il représente le visage de la Vierge simple et sévère d'âge plus avancé et inspiré de celui de son épouse Chiara Fancelli, en lieu et place de l'élégante et raffinée jeune fille de ses tableaux de jeunesse, en accord avec la ligne spirituelle prêchée par Savonarole très en vogue à l'époque à Florence.

## Sources
- (it) Cet article est partiellement ou en totalité issu de l’article de Wikipédia en italien intitulé « Madonna col Bambino tra santa Caterina d'Alessandria e una santa » (voir la liste des auteurs).